# Šuma summarum (2010.)
Šuma summarum je hrvatski crnohumorni triler iz 2010. godine kojeg je režirao Ivan-Goran Vitez. U filmu glume Vili Matula, Hana Hegedušić, Ljubiša Savanović, Nina Violić i drugi.

## Premisa
Novi nizozemski vlasnik hrvatske marketinške agencije vodi svoje uposlenike na akcijski team building vikend. Nakon raftinga koji završava incidentno, dvije se grupe tijekom paintballa probijaju šumom u kojoj ih čekaju nemala iznenađenja – lokalna obitelj koja im radi o glavi, sumnjivi instruktori, izletnički par i bizarne nesreće.
Kako se dan bliži kraju, postaje jasno da nakon ove igre više ništa neće biti isto.

## Uloge
- Vili Matula - Branko
- Hana Hegedušić - Vesna
- Željko Konigsknecht - Sanjin
- Nataša Dangubić - Maja
- Jakša Borić - Rinus
- Marko Makovičić - Edi
- Vinko Kraljević - Siniša
- Ljubiša Savanović - Nedim
- Sanja Hrenar - Nikolina
- Luka Peroš - Mladen
- Vanja Matujec - Iva
- Nina Violić - Danica
- Goran Navojec - Kuzma
- Luka Petrušić - Muhlo
- Mirna Medaković - Judita
- Đorđe Kukuljica - Ljudevit
- Ivan Glowatzky - Mislav
- Anita Matić - Zrinka
- Dražen Bratulić - Domagoj
- Robert Roklicer - tetak u reklami
- Antonio Hrgović - dječak u reklami
- Tena Jeić Gajski - prevoditeljica
- Joško Lokas - spiker